# تل افک
تل افک(به عبری: תל אפק) یک مکان باستان‌شناسی است که در منطقه داخلی ساحلی منطقه حفاظت‌شده عین افک، در شرق کریات بیالیک، اسرائیل واقع شده‌است. به تل کردانی نیز معروف است.